# Toussaint Louverture

Toussaint Louverture

François Dominique Toussaint Louverture (1743?-1803), là một vị tướng Haiti. Ông sinh ra trong một gia đình cha mẹ là nô lệ ở gần Cap-Français, Saint-Domingue (ngày nay là Cap-Haïtien, Haiti), Toussaint là một người tự học. Năm 1776, ông từ chỗ là một nô lệ đã vươn lên giành được tự do. Ông làm thầy thuốc trong quân đội nổi dậy và trở thành lãnh đạo của cuộc cách mạng nô lệ Haiti, cuộc cách mạng(cuộc nổi dậy) Bois-Caimancủa người da đen năm 1791 chống lại chế độ thuộc địa Pháp. Sau khi Pháp bãi bỏ chế độ nô lệ ở lãnh thổ này năm 1794, Toussaint ủng hộ những người cai trị Pháp chống lại những người Anh xâm lược và được phong tướng năm 1795. Năm 1800 ông tái thiết chế độ làm việc cưỡng bức đối với người da đen với cái cớ: làm vực dậy nền kinh tế của hòn đảo. Sau nhiều năm đấu tranh, năm 1801 ông đã thành công trong việc giải phóng Saint-Domingue khỏi thực dân Pháp và trở thành tổng thống suốt đời của nước cộng hòa mới. Năm 1802, Napoléon Bonaparte đã phái quân dưới sự chỉ huy của em rể mình là tướng Charles Victor Emmanuel Leclerc đến chinh phục Haiti. Toussaint bị đánh bại, bắt sống và bị xử tội tạo phản. Ông bị giải qua Pháp và bị tống giam và qua đời trong ngục vào tháng 4 năm 1803 trong ngục tối pháo đài Joux vùng Jura, vì bệnh viêm phổi do trời lạnh. Tuy vậy, một năm sau hòn đảo của ông đã giành được độc lập. Ngày nay ông được xem là anh hùng và là một trong những người sáng lập Haiti.